# The Greatest Hits (álbum de Il Divo)
The Greatest Hits es el nombre de primer álbum recopilatorio del grupo de crossover clásico Il Divo, lanzado el 26 de noviembre de 2012.
El disco se publicó para celebrar los 8 años de éxitos de Il Divo, se lanzó a la venta a nivel mundial producido por Alberto Quintero. Un álbum de Grandes éxitos en el que Il Divo añade cuatro nuevas canciones a su repertorio: los clásicos «Il Mio Cuore Va - My Heart Will Go On», «Alone», «I Will Always Love You» y «Can't Help Falling in Love» junto con algunos de sus temas más destacados escogidos por sus seguidores.

## Lista de canciones

### CD 1
| The Greatest Hits - CD 1 |                                             |              |          |  |
| N.º                      | Título                                      | Escritor(es) | Duración |  |
| 1.                       | «Il Mio Cuore Va - My Heart Will Go On»     |              |          |  |
| 2.                       | «I Will Always Love You (Siempre Te Amaré)» |              |          |  |
| 3.                       | «Can't Help Falling in Love»                |              |          |  |
| 4.                       | «Alone»                                     |              |          |  |
| 5.                       | «Senza Catene - Unchained Melody»           |              |          |  |
| 6.                       | «Amazing Grace»                             |              |          |  |
| 7.                       | «Héroe»                                     |              |          |  |
| 8.                       | «Regresa a mí - Unbreak My Heart»           |              |          |  |
| 9.                       | «Somewhere»                                 |              |          |  |
| 10.                      | «Passerà»                                   |              |          |  |
| 11.                      | «All by Myself - Solo otra vez»             |              |          |  |
| 12.                      | «Mama»                                      |              |          |  |
| 13.                      | «Adagio»                                    |              |          |  |
| 14.                      | «Without You»                               |              |          |  |
| 15.                      | «Caruso»                                    |              |          |  |
| 16.                      | «Don't Cry for Me Argentina»                |              |          |  |
| 17.                      | «My Way - A mi manera»                      |              |          |  |
| 18.                      | «Time to Say Goodbye - Con te partirò»      |              |          |  |

### CD 2
| The Greatest Hits - CD 2 |                                                  |              |          |  |
| N.º                      | Título                                           | Escritor(es) | Duración |  |
| 1.                       | «Nights in White Satin»                          |              |          |  |
| 2.                       | «Nella Fantasia»                                 |              |          |  |
| 3.                       | «Ave Maria»                                      |              |          |  |
| 4.                       | «La Vida Sin Amor»                               |              |          |  |
| 5.                       | «Everytime I Look At You»                        |              |          |  |
| 6.                       | «The Power Of Love - La fuerza mayor»            |              |          |  |
| 7.                       | «You Raise Me Up - El regalo que te dio la vida» |              |          |  |
| 8.                       | «Crying (Llorando)»                              |              |          |  |
| 9.                       | «She»                                            |              |          |  |
| 10.                      | «Hallelujah»                                     |              |          |  |
| 11.                      | «Pour que tu m'aimes encore»                     |              |          |  |
| 12.                      | «The Impossible Dream»                           |              |          |  |
| 13.                      | «O Holy Night»                                   |              |          |  |

## The Greatest Hits Deluxe Limited Edition
Edición especial que se limita a 3.000 cajas en todo el mundo. Todas firmadas personalmente que contiene:
- Álbumes: 
Il Divo; Ancora; Siempre; The Promise; Wicked Game; The Christmas Collection y The Greatest Hits
- DVD:  
Encore; Live At the Greek Theater; At the Coliseum; An Evening with Il Divo: Live in Barcelona; Live in London
- Los 5 libros de Il Divo
- Lentes binoculares de ópera, en una bolsa de terciopelo bordado.

## Personal

### Il Divo
- Carlos Marín
- Sébastien Izambard
- David Miller
- Urs Bühler